# Прапор Род-Айленду
Прапор Род-Айленду (англ. Flag of Rhode Island) — один з державних символів американського штату Род-Айленд.
Прапор являє собою біле полотнище з співвідношенням сторін 29:33 із зображеними в центрі по колу тринадцятьма золотими п'ятипроменевими зірками (Род-Айленд увійшов до числа перших 13 штатів). У колі розташований золотий якір, під яким розташована синя стрічка із золотим написом «HOPE» (Надія). Іноді використовується прапор із золотою бахромою по краях.
Сучасний прапор використовується з 1897 року.